# West Farms
West Farms is een wijk van het New Yorkse stadsdeel The Bronx. De wijk bevindt zich ten zuiden van Bronx Zoo. In 1846 werd het een onafhankelijke gemeente, maar in 1874 werd het geannexeerd door de stad New York. Vanaf de jaren 1960 raakte de wijk ernstig in verval, en waren er veel uitgebrande en gesloopte huizenblokken. Vanaf de jaren 1990 vond grootschalige herbouw plaats. De wijk wordt bestuurd door de Bronx Community Board 6.

## Geschiedenis
In 1663 en 1664 kochten John Richardson en Edward Jessup ongeveer 650 hectare land van de inheemse bevolking en noemden het gebied West Farms. In 1846 werd de gemeente West Farms opgericht als onderdeel van Westchester County. De stad New York was ontevreden over de slechte infrastructuur ten noorden van de stad, en annexeerde West Farms in 1874. Het oorspronkelijke West Farms was aanzienlijk groter dan de huidige wijk en omvatte ook de wijken Fordham, East Tremont, en Williamsbridge. In 1898 werd het een onderdeel van de borough The Bronx.
In 1917 werd de metro doorgetrokken naar West Farms, en werden veel huurkazernes gebouwd van 5 en 6 verdiepingen. De kazernes werden bewoond door arbeiders die werkten in Manhattan. In de jaren 1950 was het een armoedige wijk met veel huisjesmelkers. De oorspronkelijke blanke bewoners vertrokken uit de wijk en werden vervangen door Hispanics en Afro-Amerikanen. De aanleg van de Cross Bronx Expressway, een snelweg dwars door The Bronx, versnelde het verval. Eind jaren 1960 en begin jaren 1970 werden veel huurkazernes in brand gestoken om de verzekeringswaarde te incasseren. West Farms verloor in de jaren 1970 44% van de bevolking. Vanaf de jaren 1990 vond grootschalige herbouw plaats, en is er sprake van een bevolkingsgroei.

## Demografie
In 2020 telde West Farms 20.147 inwoners. 1,4% van de bevolking is blank; 1,1% is Aziatisch; 24,9% is Afro-Amerikaans en 70,0% is Hispanic ongeacht ras of etnische groepering. In 2019 was het gemiddelde gezinsinkomen 34.034 dollar, wat fors beneden het gemiddelde van de stad New York lag ($ 72.108).

## Transport
West Farms heeft twee metrostations: East 180th Street en West Farms Square-East Tremont Avenue.

## Foto's

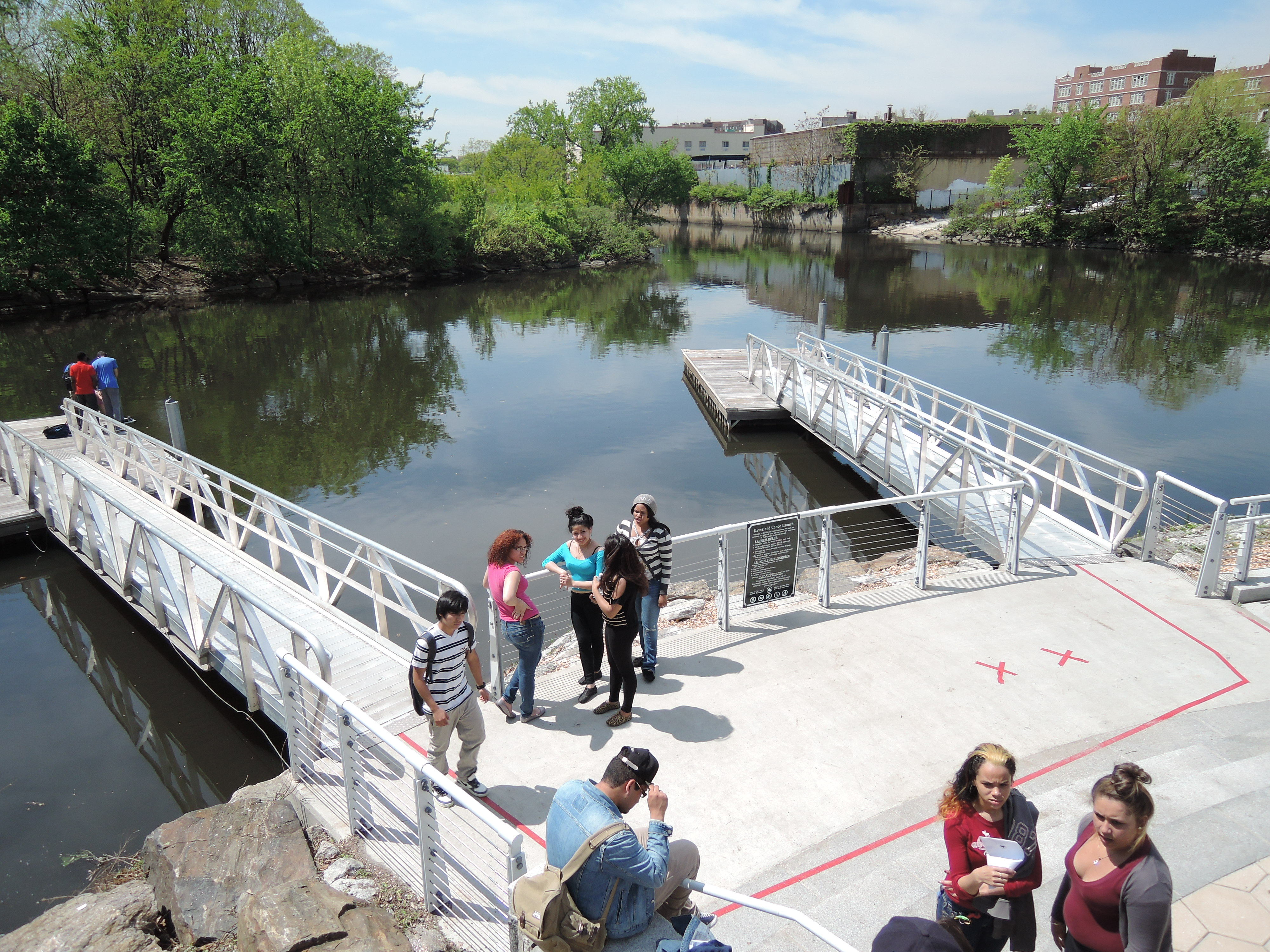
Starlight Park
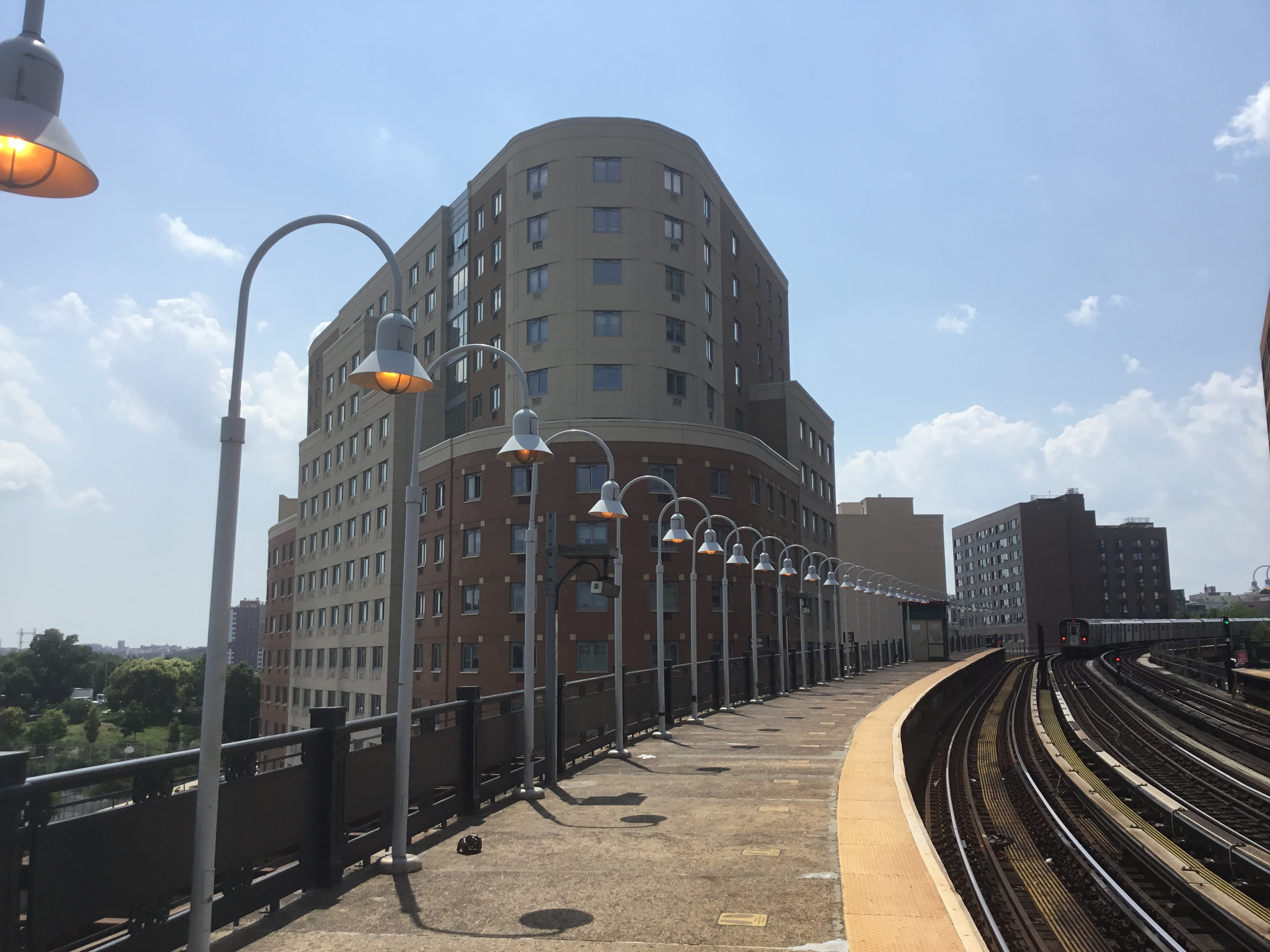
Metrostation West Farms Square-East Tremont Avenue
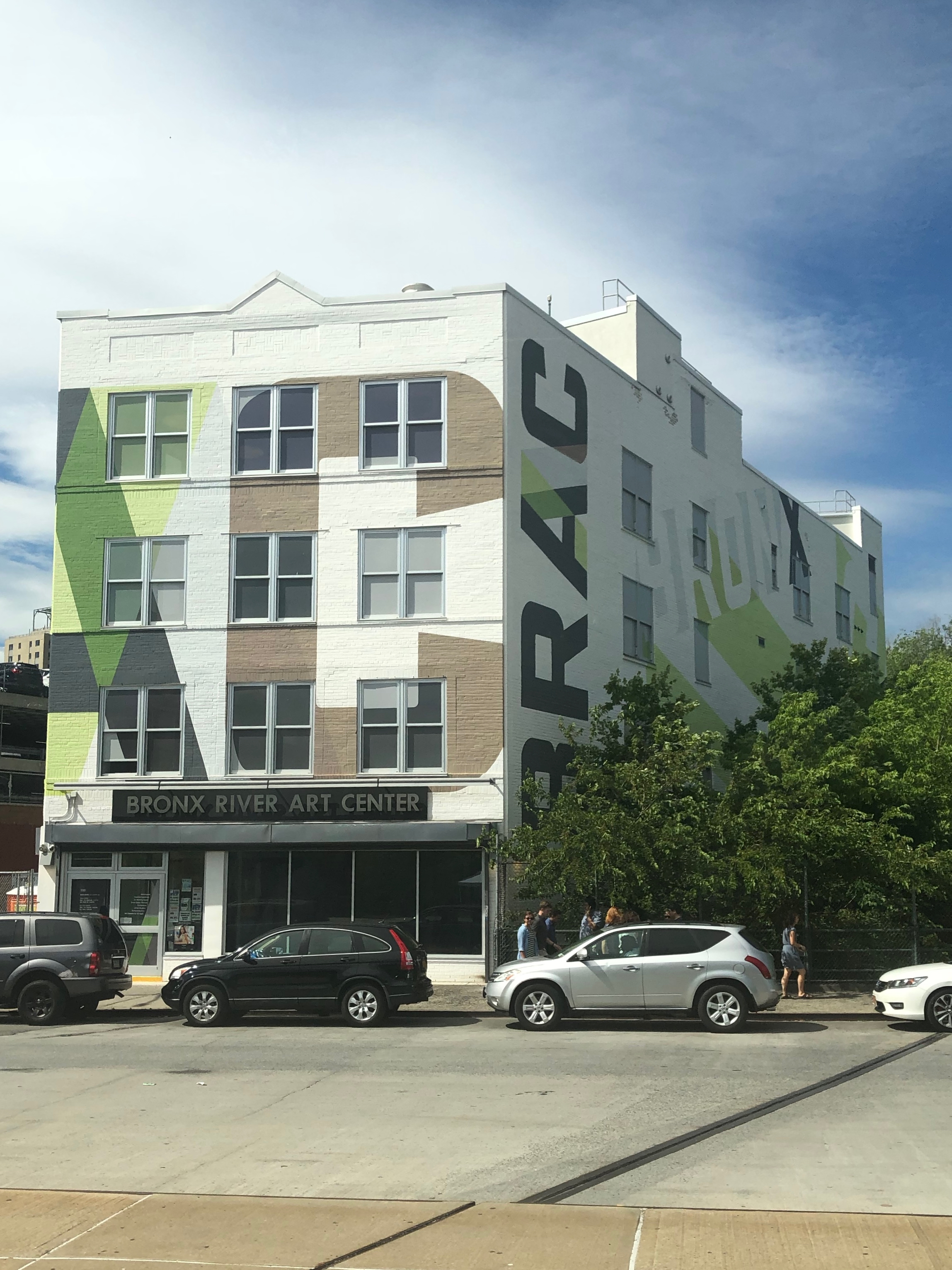
Bronx River Art Center
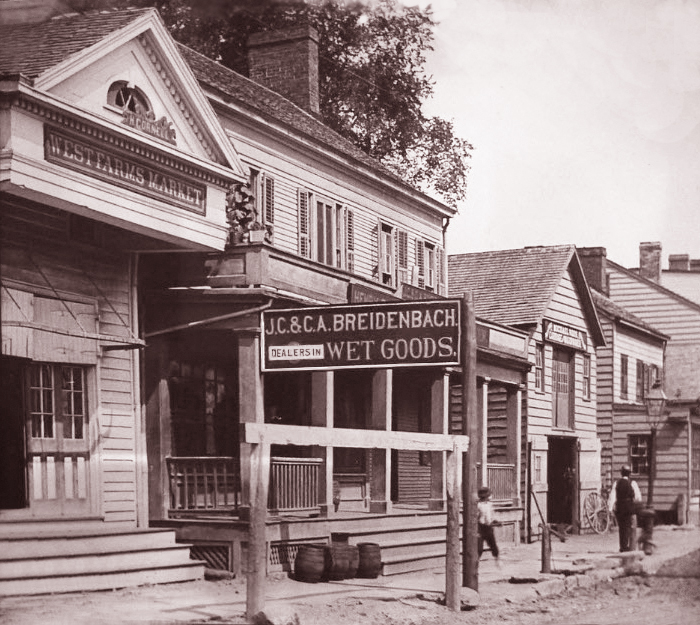
Winkelstraat (1891)

City Island · Concourse · Co-op City · Fordham · Kingsbridge · Morrisania · Parkchester · Riverdale · Spuyten Duyvil · Throgs Neck · Wakefield · West Farms